# Siyakin
Siyakin is een bestuurslaag in het regentschap Bangli van de provincie Bali, Indonesië. Siyakin telt 2000 inwoners (volkstelling 2010).